# 키롭스코비보륵스카야선
키롭스코 비보륵스카야 선(러시아어: Кировско-Выборгская линия) 또는 레드 라인으로 알려진 상트페테르부르크 지하철의 1호선은 1955년에 개통된 러시아 상트페테르부르크 지하철의 노선 중 최초로 개통된 노선이며, 19개 역에 총연장은 29.57 km이다. 키롭스키 구와 비보륵스키 구를 잇는 노선이다. 원래 역은 매우 아름답고 정교하게 꾸며져 있는 것이 특징이다. 이 노선은 상트페테르부르크의 주요 철도역 5곳 중 4곳을 연결한다. 1995년에는 레스나야 역과 플로샤디 무제스트바 역 사이 터널에서 홍수가 발생하였고, 9년 동안 이 노선은 두 개의 독립된 구간으로 분리되었다(셔틀버스 노선으로 연결). 또한, 이 노선은 얕은 역사를 특징으로 하는 두 노선 중 하나이며, 다른 노선은 넵스코 바실레오스트롭스카야 선이다.
이 노선은 북동쪽과 남서쪽을 축으로 삼고 상트페테르부르크의 중심부를 분담한다. 남쪽 구간은 핀란드만 해안을 따라 정렬되어 있고, 북쪽 구간은 도시 경계선 바깥으로 뻗어 있다. 키롭스코 비보륵스카야 선의 색상은 일반적으로 메트로 지도 상에서 빨간색으로 표기된다.

## 노선 개요
키롭스코 비보륵스카야 선은 데뱟키노 역에서 출발해 프로스펙트 베테라노프 역을 연결한다.

### 구간
| 구간                                  | 개통일           | 길이    |
| ------------------------------------- | ---------------- | ------- |
| 플로샤디 보스타니야 - 압토보          | 1955년 11월 15일 | 9.4 km  |
| 푸시킨스카야                          | 1956년 4월 30일  | N/A     |
| 플로샤디 보스타니야 - 플로샤디 레니나 | 1958년 6월 1일   | 3.0 km  |
| 압토보 - 다치노예 (임시)              | 1966년 6월 1일   | 1.5 km  |
| 플로샤디 레니나 - 아카데미체스카야    | 1958년 6월 1일   | 8.8 km  |
| 폴리테흐니체스카야                    | 1975년 12월 29일 | N/A     |
| 압토보 - 프로스펙트 베테라노프        | 1977년 10월 5일  | 3.5 km  |
| 아카데미체스카야 - 데뱟키노           | 1978년 12월 29일 | 4.9 km  |
| 총합                                  | 19역             | 29.6 km |

### 명칭 변경
| 역       | 이전 이름    | 해당년    |
| -------- | ------------ | --------- |
| 데뱟키노 | 콤소몰스카야 | 1978–1991 |

## 환승역
|  | 노선                           | 환승역                      |
|  | ------------------------------ | --------------------------- |
|  | 모스콥스코 페트로그라츠카야 선 | 테흐놀로기체스키 인스티투트 |
|  | 넵스코 바실레오스트롭스카야 선 | 플로샤디 보스타니야         |
|  | 프라보베레즈나야 선            | 블라디미르스카야            |
|  | 프룬젠스코 프리모르스카야 선   | 푸시킨스카야                |